# العصر
العصر (بالإنجليزية:juicing) هي عملية استخراج العصير من أنسجة النبات مثل الفواكه والخضروات.

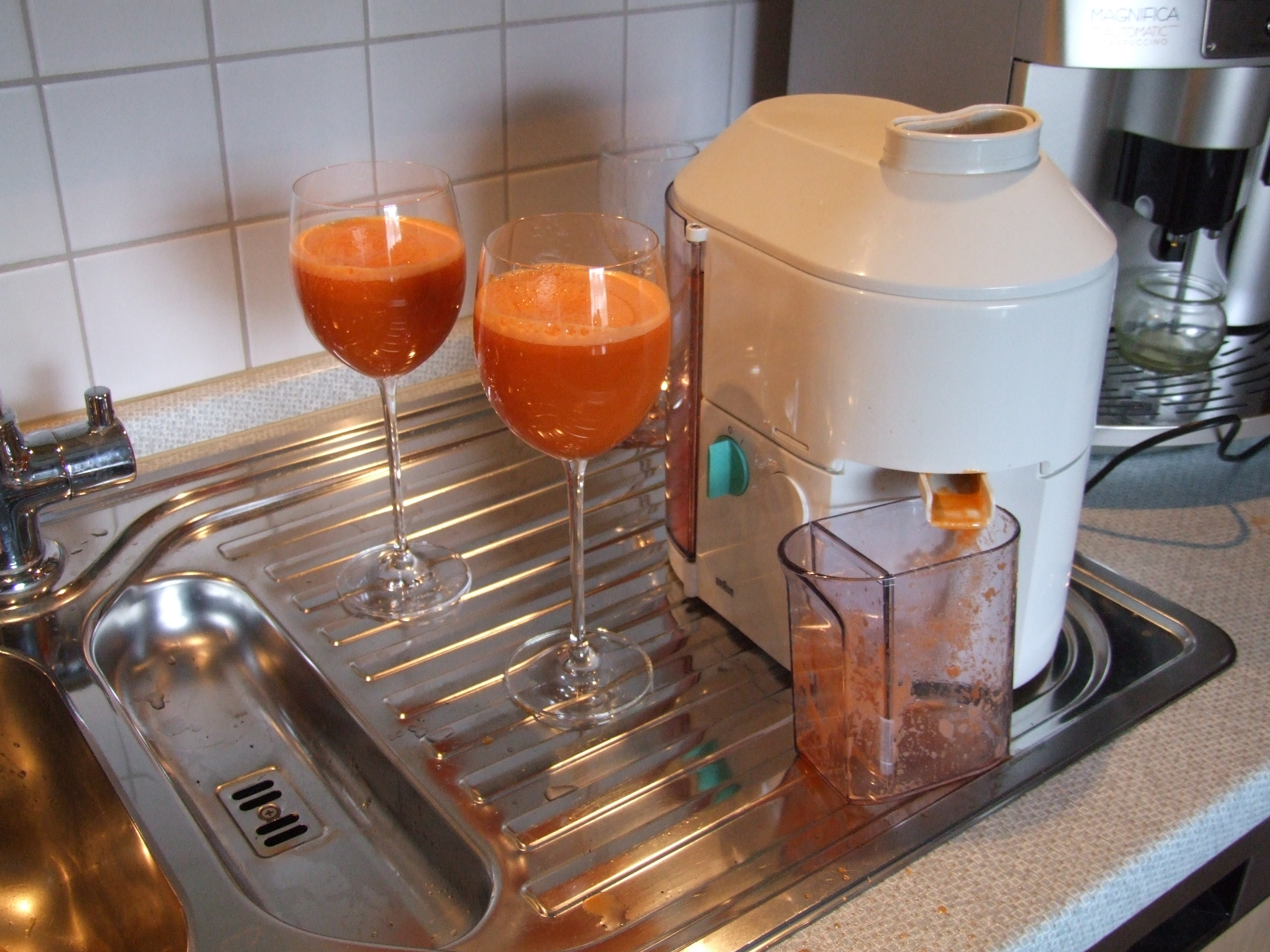
عصير مستخرج من ألة العصر الألكترونية

## النظرة العامة
تعددت طرق العصر من ضغط الفاكهة باليد لإخراج العصير إلى الاستخراج بنطاق أكبر باستخدام معدات صناعية. بشكل عام الطريقة الأمثل لاستهلاك كميات كبيرة من المنتج فهي العصر، وتؤدى احيانا بآلة منزلية تسمى العصارة. التي من الممكن أن تكون بسيطة كمخروط يقوم بهرس الفاكهة أو أكثر تطوراً كأن يكون أداة ذات محرك متعدد السرعات. احيانا يعتمد على طريقة الاستخراج ثم شرب العصير أو يعتمد على اللذين يستخرجون العصير. يختلف العصر عن شراء العصير من المحلات لأن العصر يركز على استخدام الفواكه والخضروات الطازجة بينما عصير المحلات يوجد فيه إضافات غير طبيعية. يزاول العصر المنزلي احيانا لأسباب الحمية الغذائية أو كنوع من العلاج البديل، اشتهر في أوائل السبعينيات وازدادت الرغبة في العصير. منذ ذلك الحين ازدادت مبيعات العصارات بسبب الأفلام مثل الفلم الوثائقي سمين، ومريض وعلى وشك الموت، وفلم المسائل الغذائية، ومتشوق لتغير(جائع لتغير).

## أساليب العصر
استخدمت أدوات العصر على مر التاريخ وتضمنت الأجهزة اليدوية على ضاغطات أسطوانية الشكل وطاحنات ذات تشغيل يدوي ومخاريط مقلوبة تقوم بهرس وطحن الفاكهة. اما العصارات الحديثة فتعمل بالمحركات الكهربائية وتولد ما بين 200 إلى 1000 واط أو أكثر. يوجد للعصارات الإلكترونية عدة أنواع منها عصارة المضغ وعصارة الطرد المركزي وعصارة الطحن. تحدد هذه الاختلافات بطرق استخراج العصير.
-	عصارة المضغ ( تعرف أيضا بالعصارة الباردة): تستخدم تروس واحد بمحرك ولهذا تعتبر العملية بطيئة. فهي تعجن وتطحن العناصر المتواجدة في الأنبوب.
-	عصارة الطرد المركزي(أيضا تعرف بالعصارة السريعة): تستخدم شفرات دوارة على شكل سلة مبشورة ما يجعل العملية سريعة، لتطحن العناصر بسرعة وتتخلص من اللب في وعاء.
-	عصارة الطحن : تستخدم تروس ثنائي ما يجعل العملية بطيئة، واحياناً لها عدة استخدامات

## أعراضه على الصحة
اظهرت دراسات جماعية محتملة طويلة المدى أجريت في هارفارد أن خطر الإصابة بالنوع الثاني من داء السكر تزداد عند تناول الفاكهة المعصورة، وعند تناول الفاكهة الكاملة فإن خطر الإصابة يقل. ما يوحي على أن عملية العصر ليست مفيدة لمنع تناول داء السكر, وبالمثل فإن تناول التفاح يخفض نسبة الكلسترول بينما عصير التفاح لا يحدث مثل هذا التأثير.
```
صرحت المجلة الأمريكية للصحة العامة أن قانون الطفل السليم من الجوع لعام 2010 في الولايات المتحدة استبعدت عصر الفواكه بنسبة 100% منذ تم ربطه بالسمنة عند الأطفال لذا فقد تم استبداله بالفواكه الكاملة.
[
5
]
 يزيل العصر الألياف المتواجدة في الفواكه والخضروات، وبالتالي فإن الفوائد الكاملة للنبات لن تجرب، وإضافة الألياف إلى العصير لا تقارن بفائدة الفاكهة الكاملة. ففي الفواكه المعصورة مركبات مفقودة مقارنة بالفاكهة الكاملة وهي من فئة المغذيات النباتية. ترتبط معظم البوليفينول بالألياف النباتية، وتشكل الجزء الرئيسي من البوليفينول الغذائي.لهذا فإن استهلاك الفواكه والخضروات عبر عملية العصر فقط سيتسبب بخسارة للمغذيات النباتية. 
```

صرحت الجمعية الأمريكية لمكافحة السرطان بأنه لا يوجد أدله علمية مقنعة بأن العصير المستخرج صحي أكثر من الفاكهة الكاملة.
وفق ما قاله اوكو (Uckoo),قد لا يكون العصر أفضل طريقة للحصول على الفائدة الغذائية من الفواكه والخضروات.فإن عند مقارنة عصير الليمون الهندي عندما يتم خلطه يعد أفضل من عصره.السموذي هو خلط الفواكة بالخلاط الكهربائي وتحويلها إلى عصير. الخلط ليس مثل العصر لأنه يبقي اللب والبذور للحفاظ على الفائدة الغذائية المنتجة من الفاكهة.